# Mark Keali'i Ho'omalu
Mark Keali'i Ho'omalu é um músico e compositor de canções havaiano, que compôs - entre outros - duas músicas ("Hawaiian Rollercoaster Ride" e "He Mele No Lilo") para Lilo & Stitch, um filme de animação de longa-metragem dos estúdios Disney, realizado em 2002.

## Discografia
- Call It What You Like… (2003)
- Po`okela Chants (1999)